# K-391
Kenneth Osberg Nilsen (Bamble, Noruega; 2 de noviembre de 1994), conocido por su nombre artístico K-391, es un DJ, remezclador y productor discográfico noruego de música electrónica. Es conocido por su sencillo «Ignite» de 2018, en colaboración con Alan Walker, Julie Bergan y Seungri que alcanzó el número uno en Noruega. 
Fue ganando popularidad en 2014 gracias a algunos de sus lanzamientos como «Summertime», «Dream Of Something Sweet» o «Electro House», recopilados en su álbum debut de estudio Hello, World.

## Carrera
Nilsen comenzó su carrera como artista en 2009, luego en 2013 en el sello discográfico británico NoCopyrightSounds, lanzando la canción "Dream Of Something Sweet", con Cory Friesenhan, el 22 de diciembre de 2013. Su última canción en el sello fue "Earth", lanzada el 30 de abril de 2016.
En 2017, Nilsen y Alan Walker lanzaron su sencillo colaborativo "Ignite". Aunque la canción fue una colaboración, Nilsen solo fue acreditado participante de la canción. La canción, que fue lanzada originalmente como instrumental, fue lanzada el 7 de abril de 2017, a través del sello discográfico de Walker Mer Musikk y Sony Music. El 11 de mayo de 2018 se lanzó una versión de la canción, con voces de la cantante y compositora noruega Julie Bergan y el cantante surcoreano Seungri. Aunque el instrumental se lanzó a través de Mer Musikk y Sony Music, la interpretación vocal se lanzó bajo Liquid State, un sello discográfico que se centra en la música electrónica de baile. Se elogió la interpretación vocal por ser significativamente mejor que la instrumental. Nilsen continuó colaborando con Walker, remezclando canciones como "Tired" y "All Falls Down".
El 30 de noviembre de 2018, Nilsen colaboró con Alan Walker y la cantante estadounidense Sofia Carson en el sencillo "Different World", con Corsak, a través de MER Musikk y Sony Music Entertainment. El 14 de diciembre de 2018, el sencillo apareció en el álbum debut de Walker del mismo nombre, junto a "Lily" con Emelie Hollow. Nilsen más tarde colaboró con los productores escandinavos Martin Tungevaag, Mangoo y Alan Walker para crear una nueva versión del "Eurodancer" de Mangoo, originalmente lanzado en 2000. La colaboración se lanzó el 30 de agosto de 2019 bajo el nombre de "Play".

## Discografía

### Álbumes recopilatorios
| Título       | Detalles                                                                                          |
| ------------ | ------------------------------------------------------------------------------------------------- |
| Overture     | - Lanzamiento: 17 de marzo del 2017 - Discográfica: ninguna. - Formatos: Descarga digital.        |
| Hello, World | - Lanzamiento: 1 de agosto de 2018 - Discográfica/s: IIIIXI AS, MER - Formatos: Descarga digital. |

### How To Makesongs
| Título                                      | Año  |
| ------------------------------------------- | ---- |
| "Flux"                                      | 2018 |
| "Escape"                                    | 2018 |
| "East"                                      | 2018 |
| "Tesla"                                     | 2018 |
| "Snowfall" (con Philip Müller)              | 2018 |
| "City of Gold" (con Diviners y Anna Yvette) | 2019 |
| "Origin"                                    | 2019 |
| "Away" (con Linko)                          | 2019 |
| "Dancers In The Dark" (con Modi)            |      |
| "Life" (con Modi)                           | 2025 |